# Bohemundo VI de Antioquía
Bohemundo VI de Antioquía (en francés: Bohémond VI d'Antioche; 1237-11 de marzo de 1275) fue príncipe de Antioquía desde 1252 hasta 1268 y conde de Trípoli desde 1252 hasta 1275. Era hijo de Bohemundo V de Antioquía y Lucía de Segni.
Sucedió a su padre en 1252 como Bohemundo VI de Antioquía, y Bohemundo III de Trípoli, bajo la regencia de su madre hasta que fue declarado mayor de edad en diciembre de 1252. Fue nombrado caballero por el rey Luis IX de Francia en Jaffa en 1252. Restauró las buenas relaciones con Armenia, alianza que selló su matrimonio con la hija del rey armenio. Beltrán Embriaco se rebeló contra Bohemundo en Trípoli, y sitió la ciudad en 1258, durante el curso del cual Bohemundo resultó herido. Junto con Haitón I de Armenia, rindió homenaje a Hulagu Kan después de la caída de Bagdad y acompañó al general mongol Kitbuqa cuando conquistó Alepo y Damasco.
Después de la conquista de Galilea y la invasión de Armenia por los mamelucos bajo el sultán Baibars, el ejército mameluco capturó Antioquía el 18 de mayo de 1268. Bohemundo continuó como conde de Trípoli desde 1268. El sultán Baibars le ofreció una tregua de diez años en mayo de 1271 a cambio del reconocimiento de todas sus recientes conquistas. Bohemundo se unió a Eduardo, hijo de Enrique III de Inglaterra, que había tomado la cruz y desembarcado en Acre el 9 de mayo de 1271, pero juntos hicieron pocos progresos contra los mamelucos. Le sucedió su hijo Bohemundo VII, príncipe nominal de Antioquía y conde de Trípoli.

## Primeros años
| \| \| \| \| \| \| \| \| \| \| \| \| \| \| \| \| \| \| \| \| \| \| \| \| \| Isabel de Jerusalén \| \| \| \| \| \| \| \| \| \| \| \| \| \| \| \| \| \| \| \| \| \| \| \| \| \| \| \| \| \| \| \| \| \| \| \| \| \| \| \| \| \| \| \| \| \| \| \| \| \| \| \| \| \| \| \| \| \| \| \| \| \| \| \| \| \| \| \| \| \| \| \| \| \| \| \| \| \| \| \| \| \| \| \| \| \| \| \| \| \| \| \| \| \| \| \| \| \| \| \| \| \| \| \| \| \| \| \| \| \| \| \| \| \| \| \| \| \| \| \| \| \| \| \| \| \| \| \| \| \| \| \| \| \| \| \| \| \| \| \| \| \| \| \| \| \| \| \| \| \| \| \| \| \| \| \| \| \| \| \| \| \| \| \| \| \| \| \| \| \| \| \| \| \| \| \| \| \| \| \| \| \| \| María de Jerusalén \| María de Jerusalén \| María de Jerusalén \| María de Jerusalén \| María de Jerusalén \| María de Jerusalén \| \| \| \| \| \| \| Alicia de Champaña \| Alicia de Champaña \| Alicia de Champaña \| Alicia de Champaña \| Alicia de Champaña \| Alicia de Champaña \| \| \| Hugo I de Chipre \| Hugo I de Chipre \| Hugo I de Chipre \| Hugo I de Chipre \| Hugo I de Chipre \| Hugo I de Chipre \| \| \| \| \| \| \| Plasencia Embriaco \| Plasencia Embriaco \| Plasencia Embriaco \| Plasencia Embriaco \| Plasencia Embriaco \| Plasencia Embriaco \| \| \| Bohemundo IV de Antioquía \| Bohemundo IV de Antioquía \| Bohemundo IV de Antioquía \| Bohemundo IV de Antioquía \| Bohemundo IV de Antioquía \| Bohemundo IV de Antioquía \| \| \| Melisenda de Chipre \| Melisenda de Chipre \| Melisenda de Chipre \| Melisenda de Chipre \| Melisenda de Chipre \| Melisenda de Chipre \| \| \| \| \| \| \| \| \| \| \| \| \| \| \| \| María de Jerusalén \| María de Jerusalén \| María de Jerusalén \| María de Jerusalén \| María de Jerusalén \| María de Jerusalén \| \| \| \| \| \| \| Alicia de Champaña \| Alicia de Champaña \| Alicia de Champaña \| Alicia de Champaña \| Alicia de Champaña \| Alicia de Champaña \| \| \| Hugo I de Chipre \| Hugo I de Chipre \| Hugo I de Chipre \| Hugo I de Chipre \| Hugo I de Chipre \| Hugo I de Chipre \| \| \| \| \| \| \| Plasencia Embriaco \| Plasencia Embriaco \| Plasencia Embriaco \| Plasencia Embriaco \| Plasencia Embriaco \| Plasencia Embriaco \| \| \| Bohemundo IV de Antioquía \| Bohemundo IV de Antioquía \| Bohemundo IV de Antioquía \| Bohemundo IV de Antioquía \| Bohemundo IV de Antioquía \| Bohemundo IV de Antioquía \| \| \| Melisenda de Chipre \| Melisenda de Chipre \| Melisenda de Chipre \| Melisenda de Chipre \| Melisenda de Chipre \| Melisenda de Chipre \| \| \| \| \| \| \| \| \| \| \| \| \| \| \| \| \| \| \| \| \| \| \| \| \| \| \| \| \| \| \| \| \| \| \| \| \| \| \| \| \| \| \| \| \| \| \| \| \| \| \| \| \| \| \| \| \| \| \| \| \| \| \| \| \| \| \| \| \| \| \| \| \| \| \| \| \| \| \| \| \| \| \| \| \| \| \| \| \| \| \| \| \| \| \| \| \| \| \| \| \| \| \| \| \| \| \| \| \| \| \| \| \| \| \| \| \| \| \| \| \| \| \| \| \| \| \| \| \| \| \| \| \| \| \| \| \| \| \| \| \| \| \| \| \| \| \| \| \| \| \| \| \| \| \| \| \| \| \| \| \| \| \| \| \| \| \| \| \| \| \| \| \| \| \| \| \| \| \| \| \| \| \| \| \| \| Bohemundo V de Antioquía \| \| \| \| \| \| \| \| \| \| \| \| \| \| \| \| \| \| \| \| \| \| \| \| \| \| \| \| \| \| \| \| \| \| \| \| \| Isabel II de Jerusalén \| Isabel II de Jerusalén \| Isabel II de Jerusalén \| Isabel II de Jerusalén \| Isabel II de Jerusalén \| Isabel II de Jerusalén \| \| \| María de Chipre \| María de Chipre \| María de Chipre \| María de Chipre \| María de Chipre \| María de Chipre \| \| \| Enrique I de Chipre \| Enrique I de Chipre \| Enrique I de Chipre \| Enrique I de Chipre \| Enrique I de Chipre \| Enrique I de Chipre \| \| \| Isabel de Chipre \| Isabel de Chipre \| Isabel de Chipre \| Isabel de Chipre \| Isabel de Chipre \| Isabel de Chipre \| \| \| \| \| \| \| \| \| \| \| \| \| Enrique de Antioquía \| Enrique de Antioquía \| Enrique de Antioquía \| Enrique de Antioquía \| Enrique de Antioquía \| Enrique de Antioquía \| \| \| María de Antioquía \| María de Antioquía \| María de Antioquía \| María de Antioquía \| María de Antioquía \| María de Antioquía \| \| \| \| \| \| \| \| \| \| \| \| \| \| Isabel II de Jerusalén \| Isabel II de Jerusalén \| Isabel II de Jerusalén \| Isabel II de Jerusalén \| Isabel II de Jerusalén \| Isabel II de Jerusalén \| \| \| \| María de Chipre \| María de Chipre \| María de Chipre \| María de Chipre \| María de Chipre \| \| \| Enrique I de Chipre \| Enrique I de Chipre \| Enrique I de Chipre \| Enrique I de Chipre \| Enrique I de Chipre \| Enrique I de Chipre \| \| \| Isabel de Chipre \| Isabel de Chipre \| Isabel de Chipre \| Isabel de Chipre \| Isabel de Chipre \| Isabel de Chipre \| \| \| \| \| \| \| \| \| \| \| \| \| Enrique de Antioquía \| Enrique de Antioquía \| Enrique de Antioquía \| Enrique de Antioquía \| Enrique de Antioquía \| Enrique de Antioquía \| \| \| María de Antioquía \| María de Antioquía \| María de Antioquía \| María de Antioquía \| María de Antioquía \| María de Antioquía \| \| \| \| \| \| \| \| \| \| \| \| \| \| \| \| \| \| \| \| \| \| \| \| \| \| \| \| \| \| \| \| \| \| \| \| \| \| \| \| \| \| \| \| \| \| \| \| \| \| \| \| \| \| \| \| \| \| \| \| \| \| \| \| \| \| \| \| \| \| \| \| \| \| \| \| \| \| \| \| \| \| \| \| \| \| \| \| \| \| \| \| \| \| \| \| \| \| \| \| \| \| \| \| \| \| \| \| \| \| \| \| \| \| \| \| \| \| \| \| \| \| \| \| \| \| \| \| \| \| \| \| \| \| \| \| \| \| \| \| \| \| \| \| \| \| \| \| \| \| \| \| \| \| \| \| \| \| \| \| \| \| \| \| \| \| \| \| \| \| \| \| \| \| \| \| \| \| Plasencia de Antioquía \| Plasencia de Antioquía \| Plasencia de Antioquía \| Plasencia de Antioquía \| Plasencia de Antioquía \| Plasencia de Antioquía \| \| \| Bohemundo VI de Antioquía \| Bohemundo VI de Antioquía \| Bohemundo VI de Antioquía \| Bohemundo VI de Antioquía \| Bohemundo VI de Antioquía \| Bohemundo VI de Antioquía \| \| \| \| \| \| \| \| \| \| \| \| \| \| \| \| \| \| \| \| \| \| \| \| \| \| \| \| \| \| \| \| \| \| \| \| \| \| \| \| \| \| \| \| \| \| \| \| \| \| \| \| \| \| \| \| Plasencia de Antioquía \| Plasencia de Antioquía \| Plasencia de Antioquía \| Plasencia de Antioquía \| Plasencia de Antioquía \| Plasencia de Antioquía \| \| \| Bohemundo VI de Antioquía \| Bohemundo VI de Antioquía \| Bohemundo VI de Antioquía \| Bohemundo VI de Antioquía \| Bohemundo VI de Antioquía \| Bohemundo VI de Antioquía \| \| \| \| \| \| \| \| \| \| \| \| \| \| \| \| \| \| \| \| \| \| \| \| \| \| \| \| \| \| Conrado II de Jerusalén \| Conrado II de Jerusalén \| Conrado II de Jerusalén \| Conrado II de Jerusalén \| Conrado II de Jerusalén \| Conrado II de Jerusalén \| \| \| Hugo de Brienne \| Hugo de Brienne \| Hugo de Brienne \| Hugo de Brienne \| Hugo de Brienne \| Hugo de Brienne \| \| \| \| \| \| \| \| \| Hugo II de Chipre \| Hugo II de Chipre \| Hugo II de Chipre \| Hugo II de Chipre \| Hugo II de Chipre \| Hugo II de Chipre \| \| \| \| \| \| \| \| \| \| \| Hugo III de Chipre \| Hugo III de Chipre \| Hugo III de Chipre \| Hugo III de Chipre \| Hugo III de Chipre \| Hugo III de Chipre \| \| \| \| \| \| \| \| \| \| \| \| \| \| \| \| \| \| \| \| \| \| \| \| \| \| Conrado II de Jerusalén \| Conrado II de Jerusalén \| Conrado II de Jerusalén \| Conrado II de Jerusalén \| Conrado II de Jerusalén \| Conrado II de Jerusalén \| \| \| Hugo de Brienne \| Hugo de Brienne \| Hugo de Brienne \| Hugo de Brienne \| Hugo de Brienne \| Hugo de Brienne \| \| \| \| \| \| \| \| \| Hugo II de Chipre \| Hugo II de Chipre \| Hugo II de Chipre \| Hugo II de Chipre \| Hugo II de Chipre \| Hugo II de Chipre \| \| \| \| \| \| \| \| \| \| \| Hugo III de Chipre \| Hugo III de Chipre \| Hugo III de Chipre \| Hugo III de Chipre \| Hugo III de Chipre \| Hugo III de Chipre \| \| \| \| \| \| \| \| \| \| \| \| \| \| \| \| \| \| \| \| \| \| \| \| \| \| \| \| \| \| \| \| \| \| \| \| \| \| \| \| \| \| \| \| \| \| \| \| \| \| \| \| \| \| \| \| \| \| \| \| \| \| \| \| \| \| \| \| \| \| \| \| \| \| \| \| \| \| \| \| \| \| \| \| \| \| \| \| \| \| \| \| \| \| \| Conrado III de Jerusalén \| Conrado III de Jerusalén \| Conrado III de Jerusalén \| Conrado III de Jerusalén \| Conrado III de Jerusalén \| Conrado III de Jerusalén \| \| \| \| \| \| \| \| \| \| \| \| \| \| \| \| \| \| \| \| \| \| \| \| \| Bohemundo VII de Antioquía \| Bohemundo VII de Antioquía \| Bohemundo VII de Antioquía \| Bohemundo VII de Antioquía \| Bohemundo VII de Antioquía \| Bohemundo VII de Antioquía \| \| \| Lucía de Trípoli \| Lucía de Trípoli \| Lucía de Trípoli \| Lucía de Trípoli \| Lucía de Trípoli \| Lucía de Trípoli \| \| \| \| \| \| \| \| \| \| \| \| \| \| \| \| \| \| \| \| \| \| \| \| \| |                          |                          |                          |                          |                          |  |  |                 |                 |                 |                 |                    |                    |                    |                    |                     |                     |                     |                     |                     |                     |                   |                   |                     |                   |                        |                        |                        |                        |                            |                            |                            |                            |                            |                            |                           |                           |                           |                           |                           |                           |                           |                           |                           |                           |                      |                      |                     |                     |                     |                     |                     |                     |                    |                    |  |  |  |  |  |  |  |  |  |  |  |  |
| |                          |                          |                          |                          |                          |  |  |                 |                 |                 |                 |                    |                    |                    |                    |                     |                     |                     |                     |                     |                     |                   |                   | Isabel de Jerusalén |                   |                        |                        |                        |                        |                            |                            |                            |                            |                            |                            |                           |                           |                           |                           |                           |                           |                           |                           |                           |                           |                      |                      |                     |                     |                     |                     |                     |                     |                    |                    |  |  |  |  |  |  |  |  |  |  |  |  |
| |                          |                          |                          |                          |                          |  |  |                 |                 |                 |                 |                    |                    |                    |                    |                     |                     |                     |                     |                     |                     |                   |                   |                     |                   |                        |                        |                        |                        |                            |                            |                            |                            |                            |                            |                           |                           |                           |                           |                           |                           |                           |                           |                           |                           |                      |                      |                     |                     |                     |                     |                     |                     |                    |                    |  |  |  |  |  |  |  |  |  |  |  |  |
| |                          |                          |                          |                          |                          |  |  |                 |                 |                 |                 |                    |                    |                    |                    |                     |                     |                     |                     |                     |                     |                   |                   |                     |                   |                        |                        |                        |                        |                            |                            |                            |                            |                            |                            |                           |                           |                           |                           |                           |                           |                           |                           |                           |                           |                      |                      |                     |                     |                     |                     |                     |                     |                    |                    |  |  |  |  |  |  |  |  |  |  |  |  |
| María de Jerusalén | María de Jerusalén       | María de Jerusalén       | María de Jerusalén       | María de Jerusalén       | María de Jerusalén       |  |  |                 |                 |                 |                 | Alicia de Champaña | Alicia de Champaña | Alicia de Champaña | Alicia de Champaña | Alicia de Champaña  | Alicia de Champaña  |                     |                     | Hugo I de Chipre    | Hugo I de Chipre    | Hugo I de Chipre  | Hugo I de Chipre  | Hugo I de Chipre    | Hugo I de Chipre  |                        |                        |                        |                        |                            |                            | Plasencia Embriaco         | Plasencia Embriaco         | Plasencia Embriaco         | Plasencia Embriaco         | Plasencia Embriaco        | Plasencia Embriaco        |                           |                           | Bohemundo IV de Antioquía | Bohemundo IV de Antioquía | Bohemundo IV de Antioquía | Bohemundo IV de Antioquía | Bohemundo IV de Antioquía | Bohemundo IV de Antioquía |                      |                      | Melisenda de Chipre | Melisenda de Chipre | Melisenda de Chipre | Melisenda de Chipre | Melisenda de Chipre | Melisenda de Chipre |                    |                    |  |  |  |  |  |  |  |  |  |  |  |  |
| María de Jerusalén | María de Jerusalén       | María de Jerusalén       | María de Jerusalén       | María de Jerusalén       | María de Jerusalén       |  |  |                 |                 |                 |                 | Alicia de Champaña | Alicia de Champaña | Alicia de Champaña | Alicia de Champaña | Alicia de Champaña  | Alicia de Champaña  |                     |                     | Hugo I de Chipre    | Hugo I de Chipre    | Hugo I de Chipre  | Hugo I de Chipre  | Hugo I de Chipre    | Hugo I de Chipre  |                        |                        |                        |                        |                            |                            | Plasencia Embriaco         | Plasencia Embriaco         | Plasencia Embriaco         | Plasencia Embriaco         | Plasencia Embriaco        | Plasencia Embriaco        |                           |                           | Bohemundo IV de Antioquía | Bohemundo IV de Antioquía | Bohemundo IV de Antioquía | Bohemundo IV de Antioquía | Bohemundo IV de Antioquía | Bohemundo IV de Antioquía |                      |                      | Melisenda de Chipre | Melisenda de Chipre | Melisenda de Chipre | Melisenda de Chipre | Melisenda de Chipre | Melisenda de Chipre |                    |                    |  |  |  |  |  |  |  |  |  |  |  |  |
| |                          |                          |                          |                          |                          |  |  |                 |                 |                 |                 |                    |                    |                    |                    |                     |                     |                     |                     |                     |                     |                   |                   |                     |                   |                        |                        |                        |                        |                            |                            |                            |                            |                            |                            |                           |                           |                           |                           |                           |                           |                           |                           |                           |                           |                      |                      |                     |                     |                     |                     |                     |                     |                    |                    |  |  |  |  |  |  |  |  |  |  |  |  |
| |                          |                          |                          |                          |                          |  |  |                 |                 |                 |                 |                    |                    |                    |                    |                     |                     |                     |                     |                     |                     |                   |                   |                     |                   |                        |                        |                        |                        |                            |                            |                            |                            |                            |                            |                           |                           |                           |                           |                           |                           |                           |                           |                           |                           |                      |                      |                     |                     |                     |                     |                     |                     |                    |                    |  |  |  |  |  |  |  |  |  |  |  |  |
| |                          |                          |                          |                          |                          |  |  |                 |                 |                 |                 |                    |                    |                    |                    |                     |                     |                     |                     |                     |                     |                   |                   |                     |                   |                        |                        |                        |                        |                            |                            | Bohemundo V de Antioquía   |                            |                            |                            |                           |                           |                           |                           |                           |                           |                           |                           |                           |                           |                      |                      |                     |                     |                     |                     |                     |                     |                    |                    |  |  |  |  |  |  |  |  |  |  |  |  |
| Isabel II de Jerusalén | Isabel II de Jerusalén   | Isabel II de Jerusalén   | Isabel II de Jerusalén   | Isabel II de Jerusalén   | Isabel II de Jerusalén   |  |  | María de Chipre | María de Chipre | María de Chipre | María de Chipre | María de Chipre    | María de Chipre    |                    |                    | Enrique I de Chipre | Enrique I de Chipre | Enrique I de Chipre | Enrique I de Chipre | Enrique I de Chipre | Enrique I de Chipre |                   |                   | Isabel de Chipre    | Isabel de Chipre  | Isabel de Chipre       | Isabel de Chipre       | Isabel de Chipre       | Isabel de Chipre       |                            |                            |                            |                            |                            |                            |                           |                           |                           |                           |                           |                           | Enrique de Antioquía      | Enrique de Antioquía      | Enrique de Antioquía      | Enrique de Antioquía      | Enrique de Antioquía | Enrique de Antioquía |                     |                     | María de Antioquía  | María de Antioquía  | María de Antioquía  | María de Antioquía  | María de Antioquía | María de Antioquía |  |  |  |  |  |  |  |  |  |  |  |  |
| Isabel II de Jerusalén | Isabel II de Jerusalén   | Isabel II de Jerusalén   | Isabel II de Jerusalén   | Isabel II de Jerusalén   | Isabel II de Jerusalén   |  |  |                 | María de Chipre | María de Chipre | María de Chipre | María de Chipre    | María de Chipre    |                    |                    | Enrique I de Chipre | Enrique I de Chipre | Enrique I de Chipre | Enrique I de Chipre | Enrique I de Chipre | Enrique I de Chipre |                   |                   | Isabel de Chipre    | Isabel de Chipre  | Isabel de Chipre       | Isabel de Chipre       | Isabel de Chipre       | Isabel de Chipre       |                            |                            |                            |                            |                            |                            |                           |                           |                           |                           |                           |                           | Enrique de Antioquía      | Enrique de Antioquía      | Enrique de Antioquía      | Enrique de Antioquía      | Enrique de Antioquía | Enrique de Antioquía |                     |                     | María de Antioquía  | María de Antioquía  | María de Antioquía  | María de Antioquía  | María de Antioquía | María de Antioquía |  |  |  |  |  |  |  |  |  |  |  |  |
| |                          |                          |                          |                          |                          |  |  |                 |                 |                 |                 |                    |                    |                    |                    |                     |                     |                     |                     |                     |                     |                   |                   |                     |                   |                        |                        |                        |                        |                            |                            |                            |                            |                            |                            |                           |                           |                           |                           |                           |                           |                           |                           |                           |                           |                      |                      |                     |                     |                     |                     |                     |                     |                    |                    |  |  |  |  |  |  |  |  |  |  |  |  |
| |                          |                          |                          |                          |                          |  |  |                 |                 |                 |                 |                    |                    |                    |                    |                     |                     |                     |                     |                     |                     |                   |                   |                     |                   |                        |                        |                        |                        |                            |                            |                            |                            |                            |                            |                           |                           |                           |                           |                           |                           |                           |                           |                           |                           |                      |                      |                     |                     |                     |                     |                     |                     |                    |                    |  |  |  |  |  |  |  |  |  |  |  |  |
| |                          |                          |                          |                          |                          |  |  |                 |                 |                 |                 |                    |                    |                    |                    |                     |                     |                     |                     |                     |                     |                   |                   |                     |                   | Plasencia de Antioquía | Plasencia de Antioquía | Plasencia de Antioquía | Plasencia de Antioquía | Plasencia de Antioquía     | Plasencia de Antioquía     |                            |                            | Bohemundo VI de Antioquía  | Bohemundo VI de Antioquía  | Bohemundo VI de Antioquía | Bohemundo VI de Antioquía | Bohemundo VI de Antioquía | Bohemundo VI de Antioquía |                           |                           |                           |                           |                           |                           |                      |                      |                     |                     |                     |                     |                     |                     |                    |                    |  |  |  |  |  |  |  |  |  |  |  |  |
| |                          |                          |                          |                          |                          |  |  |                 |                 |                 |                 |                    |                    |                    |                    |                     |                     |                     |                     |                     |                     |                   |                   |                     |                   | Plasencia de Antioquía | Plasencia de Antioquía | Plasencia de Antioquía | Plasencia de Antioquía | Plasencia de Antioquía     | Plasencia de Antioquía     |                            |                            | Bohemundo VI de Antioquía  | Bohemundo VI de Antioquía  | Bohemundo VI de Antioquía | Bohemundo VI de Antioquía | Bohemundo VI de Antioquía | Bohemundo VI de Antioquía |                           |                           |                           |                           |                           |                           |                      |                      |                     |                     |                     |                     |                     |                     |                    |                    |  |  |  |  |  |  |  |  |  |  |  |  |
| Conrado II de Jerusalén | Conrado II de Jerusalén  | Conrado II de Jerusalén  | Conrado II de Jerusalén  | Conrado II de Jerusalén  | Conrado II de Jerusalén  |  |  | Hugo de Brienne | Hugo de Brienne | Hugo de Brienne | Hugo de Brienne | Hugo de Brienne    | Hugo de Brienne    |                    |                    |                     |                     |                     |                     |                     |                     | Hugo II de Chipre | Hugo II de Chipre | Hugo II de Chipre   | Hugo II de Chipre | Hugo II de Chipre      | Hugo II de Chipre      |                        |                        |                            |                            |                            |                            |                            |                            |                           |                           | Hugo III de Chipre        | Hugo III de Chipre        | Hugo III de Chipre        | Hugo III de Chipre        | Hugo III de Chipre        | Hugo III de Chipre        |                           |                           |                      |                      |                     |                     |                     |                     |                     |                     |                    |                    |  |  |  |  |  |  |  |  |  |  |  |  |
| Conrado II de Jerusalén | Conrado II de Jerusalén  | Conrado II de Jerusalén  | Conrado II de Jerusalén  | Conrado II de Jerusalén  | Conrado II de Jerusalén  |  |  | Hugo de Brienne | Hugo de Brienne | Hugo de Brienne | Hugo de Brienne | Hugo de Brienne    | Hugo de Brienne    |                    |                    |                     |                     |                     |                     |                     |                     | Hugo II de Chipre | Hugo II de Chipre | Hugo II de Chipre   | Hugo II de Chipre | Hugo II de Chipre      | Hugo II de Chipre      |                        |                        |                            |                            |                            |                            |                            |                            |                           |                           | Hugo III de Chipre        | Hugo III de Chipre        | Hugo III de Chipre        | Hugo III de Chipre        | Hugo III de Chipre        | Hugo III de Chipre        |                           |                           |                      |                      |                     |                     |                     |                     |                     |                     |                    |                    |  |  |  |  |  |  |  |  |  |  |  |  |
| |                          |                          |                          |                          |                          |  |  |                 |                 |                 |                 |                    |                    |                    |                    |                     |                     |                     |                     |                     |                     |                   |                   |                     |                   |                        |                        |                        |                        |                            |                            |                            |                            |                            |                            |                           |                           |                           |                           |                           |                           |                           |                           |                           |                           |                      |                      |                     |                     |                     |                     |                     |                     |                    |                    |  |  |  |  |  |  |  |  |  |  |  |  |
| Conrado III de Jerusalén | Conrado III de Jerusalén | Conrado III de Jerusalén | Conrado III de Jerusalén | Conrado III de Jerusalén | Conrado III de Jerusalén |  |  |                 |                 |                 |                 |                    |                    |                    |                    |                     |                     |                     |                     |                     |                     |                   |                   |                     |                   |                        |                        |                        |                        | Bohemundo VII de Antioquía | Bohemundo VII de Antioquía | Bohemundo VII de Antioquía | Bohemundo VII de Antioquía | Bohemundo VII de Antioquía | Bohemundo VII de Antioquía |                           |                           | Lucía de Trípoli          | Lucía de Trípoli          | Lucía de Trípoli          | Lucía de Trípoli          | Lucía de Trípoli          | Lucía de Trípoli          |                           |                           |                      |                      |                     |                     |                     |                     |                     |                     |                    |                    |  |  |  |  |  |  |  |  |  |  |  |  |

Bohemundo VI gobernó sobre Antioquía y Trípoli (verde), y fue aliado del Reino armenio de Cilicia (azul).

Bohemundo VI era el único hijo varón de Bohemundo V de Antioquía y de la italiana Lucía de Segni, sobrina nieta del papa Inocencio III. Cuando Bohemundo V murió en enero de 1252, Bohemundo VI sucedió a su padre con quince años de edad, bajo la regencia de su madre. Sin embargo, Lucía, de débil carácter y que nunca abandonaba Trípoli, entregó el gobierno del principado a sus familiares romanos. Esto la hizo impopular, por lo que el joven Bohemundo VI, con la aprobación del rey Luis IX de Francia, que estaba en Tierra Santa en una cruzada en ese momento, obtuvo permiso del papa Inocencio IV para heredar el principado unos meses antes de su mayoría de edad legal.
Bohemundo viajó entonces a Acre, donde fue nombrado caballero por el rey Luis, y tomó el poder en Antioquía. Apartó a su madre del poder, pero le entregó una sustanciosa pensión. Gracias a los esfuerzos del mismo Luis, Antioquía y el Reino armenio de Cilicia negociaron una tregua. Por sugerencia de Luis, en 1254 Bohemundo, ya con diecisiete años de edad, se casó con Sibila, hija de Haitón I de Armenia, lo que puso fin a la lucha por el poder entre los dos Estados que había iniciado Bohemundo IV, su abuelo. Convertido en cierto modo en vasallo de su suegro, Bohemundo logró a cambio la promesa armenia de auxilio al principado en caso necesario.

## Guerra de San Sabas
Bohemundo fue también señor de la familia genovesa Embriaco (su abuela había pertenecido a esta familia). Esto lo involucró en una disputa entre los genoveses y los venecianos, la guerra de San Sabas, que comenzó en 1256, atrajo a muchos de los nobles en Tierra Santa, desperdició valiosos recursos y costó decenas de miles de vidas. El complejo conflicto envolvió a toda la sociedad de Tierra Santa y enfrentó a los distintos señores feudales de la región.
Los señores Embriaco de Gibelet (también conocido como Jebail o Biblos, un pequeño territorio cercano) eran decididos opositores de los príncipes de Antioquía, a pesar de ser sus vasallos. Los venecianos y genoveses estaban tratando de persuadir a Bohemundo para buscar su apoyo, pero la familia Embriaco se rebeló en su contra en 1258 y la situación se convirtió en una guerra civil que se prolongó intermitentemente durante décadas. Los intentos de Bohemundo de permanecer neutral —aunque simpatizaba en realidad con los venecianos a pesar de su origen— resultaron inútiles. Con sostén genovés, Enrique I Embriaco pudo desafiar a Bohemundo y mantener una total independencia en Gibelet, mientras su primo Beltrán atacaba Trípoli. Este logró reunir a los vasallos de Bohemundo descontentos con los favoritos romanos de su madre, que habían conservado influyentes puestos en la corte incluso después de que Lucía abandonase la regencia; en 1258, los coaligados marcharon contra Trípoli y sitiaron la ciudad. Los intentos de desbaratar el cerco acabaron con la derrota de Bohemundo y por sufrir este heridas a manos del propio Bertrand. Solamente la llegada del socorro de los templarios le permitió levantar el asedio.
Bohemundo fue capaz de conseguir algo de paz haciendo que el líder de la revuelta, Beltrán Embriaco, fuera asesinado por unos siervos, pero el rencor continuó. El hijo de Beltrán, Bartolomé Embriaco, se convirtió en alcalde de una comuna creada por la familia Embriaco con el apoyo de los nobles y comerciantes de Trípoli, enemistados con la viuda de Bohemundo. Los coaligados derrocaron a la dinastía de Bohemundo y más tarde se negaron a someterse a su hija Lucía, que reclamaba sus derechos dinásticos sobre el condado. El hermano de Bartolomé, Guillermo, junto con su primo el señor de Gibelet, fueron finalmente asesinados por el hijo de Bohemundo, Bohemundo VII. Tras solicitar la ayuda de Qalawun, Bartolomé tuvo que contemplar la tardía reconciliación de la comuna con Lucía ante el asedio de los mamelucos en 1279, que acabó con la toma de la ciudad el 26 de abril.

## Relaciones con los mongoles
El reinado de Bohemundo también vio un gran conflicto entre los mamelucos y los mongoles. Haitón I de Armenia, el suegro de Bohemundo, decidió prudentemente someterse a la autoridad mongola; envió a su hermano Sempat a la corte mongola en Karakórum en 1247 para negociar los detalles. Haitón después persuadió a su yerno Bohemundo VI para hacer lo mismo, y Antioquía se convirtió en vasallo de los mongoles en 1260. Tanto Haitón como Bohemundo luego participaron con sus propias fuerzas en las conquistas mongolas de Alepo y Damasco en 1260. Los relatos históricos, citando los escritos del historiador medieval Templario de Tiro, a menudo describen dramáticamente a los tres gobernantes cristianos (Haitón, Bohemundo y Kitbuqa) entrando juntos en la ciudad de Damasco en señal de triunfo, aunque los historiadores modernos han puesto en duda esta historia como apócrifa. La ciudad había caído en manos de Hulagu sin ofrecer resistencia y Kitbuga entró en ella el 1 de marzo de 1260, aunque la ciudadela resistió hasta el 6 de abril.
Los mongoles recompensaron a Bohemundo por su lealtad y le regresaron diversos territorios que había perdido ante los musulmanes, como Latakia, Darkush, Kafar-dubbin, y Jabala. Bohemundo pudo volver a ocuparlas con la ayuda de algunos templarios y hospitalarios.
A cambio de las tierras, Bohemundo tenía que instalar al patriarca griego Eutimio en Antioquía, en lugar del patriarca latino, ya que los mongoles estaban tratando de fortalecer sus vínculos con el Imperio de Nicea. Esto le valió a Bohemundo la enemistad de los latinos de Acre, y el patriarca de Jerusalén, Jacques Pantaleón le excomulgó. El papa Alejandro IV decidió incluir el caso de Bohemundo en su próximo concilio (así como el de Haitón I de Armenia), pero murió en 1261, pocos meses antes de que el concilio pudiera convocarse. La elección del nuevo papa recayó en Pantaleón, que tomó el nombre de Urbano IV; después de escuchar la explicación de Bohemundo sobre su sumisión a los mongoles, suspendió su condena de excomunión.

Bohemundo VI se unió a los armenios y los mongoles en la captura de Damasco en 1260.

Después de tomar Damasco, el ejército mongol tuvo que abandonar su ofensiva hacia el oeste, debido a problemas internos en el Imperio mongol. El grueso del ejército mongol se retiró de Siria y dejó una pequeña fuerza bajo Kitbuqa para ocupar el territorio. Esto proporcionó una oportunidad para que los mamelucos egipcios atacasen a las debilitadas fuerzas mongolas del Levante.
Los mamelucos avanzaron hacia el norte desde El Cairo para enfrentarse a los mongoles con fuerzas mucho mayores que las de Kitbuga y el 26 de julio cruzaron la frontera hacia Gaza; por el camino negociaron un inusual pacto de neutralidad con los francos de Acre que permitió a los egipcios pasar por el territorio franco sin ser molestados. Los señores francos no ofrecieron tropas finalmente a los mamelucos, como habían contemplado inicialmente, pero sí les abastecieron en su avance por Palestina. Por su parte, Kitbuga no pudo marchar rápidamente hacia el sur como tenía previsto porque una revuelta musulmana en Damasco le obligó a enviar tropas para sofocarla. Los mamelucos fueron por lo tanto capaces de derrotar a los mongoles en la histórica batalla de Ain Jalut a principios de septiembre de 1260, a pesar de la bizarría de los mongoles, vencidos finalmente por su inferioridad numérica. La importante victoria militar convirtió al sultanato en la principal potencia regional durante los dos siglos siguientes. Con el ejército mongol eliminado, los mamelucos entonces procedieron a conquistar Siria, que previamente los mongoles habían arrasado. Los mamelucos, bajo su caudillo Baibars, también comenzaron a amenazar Antioquía y Armenia, deseando castigar la alianza de estas con los mongoles. En el otoño de 1261 y en el verano del año siguiente, Baibars envió fuerzas que realizaron algaras en territorio antioqueño. Saquearon el puerto de San Simeón y amenazaron la mismísima Antioquía, que solo se salvó gracias a la llegada de auxilio armenio y mongol al mando de Haitón.
En 1263, Bohemundo y Haitón intentaron varios métodos para recuperar el control de la situación. Secuestraron al patriarca griego, Eutimio, se lo llevaron a Armenia y lo reemplazaron con el latino Opizzo Fieschi. También trataron de obtener alguna ventaja financiera sobre los mamelucos. Por ejemplo, Bohemundo y Haitón controlaban los bosques del sur de Anatolia y el Líbano, cuya madera era necesaria para los mamelucos egipcios para construir barcos. Haitón trató de usarlo como moneda de cambio para obtener una tregua con ellos. Sin embargo, los intentos de bloqueo únicamente incitaron más todavía a Baibars a continuar sus campañas contra ambos.
En 1264, Bohemundo también solicitó la ayuda de los mongoles. Viajó a la corte de Hulagu tratando de obtener el mayor apoyo posible de los gobernantes mongoles contra el avance mameluco y asistió al último kuriltai de aquel, celebrado cerca de Tabriz en julio. Sin embargo, Hulagu no estaba contento con Bohemundo por su sustitución del patriarca griego con uno latino, ya que la alianza bizantina era importante para él contra los turcos en Anatolia. A pesar del aprecio de Hulagu por Eutimio, que escoltó en persona a la bastarda del emperador bizantino Miguel VIII Paleólogo, María, a su harén, Bohemundo logró reconciliarse con él y evitar que el patriarca griego regresase a Antioquía. La muerte de Hulagu el 8 de febrero de 1265, sin embargo, debilitó a los mongoles y las luchas sucesorias les impidieron intervenir en el norte de Siria y permitieron a Baibars retomar sus campañas contra los Estados cristianos sin temor.

## Caída de Antioquía
En la primavera de 1266, Haitón también acudió a la corte mongola y solicitó ayuda, temiendo un inminente ataque de Baibars. Pero durante su ausencia, el ejército mameluco atacó al ejército armenio —que estaba al mando de los hijos de Haitón— en la batalla de Mari. Baibars había enviado a comienzos del verano dos ejércitos al norte; mientras uno, que mandaba en persona, combatía en Galilea, el otro, al mando del hábil Qalawun, se unía al de Hama tras saquear los alrededores de Trípoli y marchaba a Cilicia. Mientras el ejército armenio aguardaba en las Puertas Cilicias junto a sus aliados templarios, los mamelucos rodearon la posición por el norte para luego virar y penetrar en la llanura cilicia; el ejército armenio tuvo que realizar marchas forzadas para tratar de bloquear la maniobra. El 24 de agosto, se produjo el enfrentamiento decisivo y los mamelucos, más numerosos que sus enemigos, resultaron victoriosos. Mataron a uno de los hijos de Haitón, tomaron al otro prisionero, devastaron la región y redujeron la capital a ruinas. A finales de septiembre, los invasores se retiraron a Alepo con más de cuarenta mil cautivos y numeroso botín. La derrota supuso el ocaso del poderío de Cilicia. Después de destruir Cilicia, el ejército mameluco dirigió su atención hacia Antioquía en el otoño. Pero los generales habían tomado su ración de botín de Armenia y no deseaban entablar otra batalla. Bohemundo fue así capaz de sobornarlos para evitar que ataquen.
Baibars estaba enojado por la debilidad de sus generales y retomó el ataque en Palestina. En mayo de 1267, atacó Acre y el 14 de mayo de 1268 comenzó el asedio de Antioquía, tras acercarse a Trípoli y abandonar su asalto al encontrarla bien defendida; tomó la ciudad al asalto el 18 de mayo mientras Bohemundo se encontraba en Trípoli. La escasa guarnición, que se había negado a capitular, no había logrado defender la larga muralla y evitar una brecha que permitió la toma de la ciudad y la gran matanza posterior. El principado, el primero de los Estados cruzados y que contaba con la más rica de las ciudades francas en el Levante, desapareció tras 171 años. El hundimiento del principado supuso un duro golpe al prestigio franco y condujo a la decadencia franca en Siria; la ciudad nunca se recuperó del saqueo y se convirtió en una simple fortaleza fronteriza. Los dirigentes de las iglesias cristianas abandonaron la ciudad y se instalaron en Damasco. Todo el norte de Siria se perdió rápidamente —a excepción de Latakia, que resistió algunos años más los embates mamelucos— lo que dejó a Bohemundo sin territorios, excepto Trípoli. Este solicitó, junto con otros señores cristianos, una tregua a Baibars, que la concedió.

## Sitio de Trípoli

El asedio de Baibars a Bohemundo VI en Trípoli fue levantado en mayo de 1271 cuando Eduardo I llegó al Levante, comenzando la Novena Cruzada.

Baibars atacó nuevamente en 1271; el asedio de Trípoli comenzó con el envío de una carta a Bohemundo en la que le amenazaba con la aniquilación total y se burlaba de su alianza con los mongoles:

«Nuestras banderas amarillas han repelido sus banderas rojas, y el sonido de las campanas han sido reemplazadas por la llamada: «¡Alá Akbar!»(...) Advierte a tus muros y tus iglesias que pronto nuestra maquinaria de asedio se ocupará de ellos, tus caballeros pronto invitarán a nuestras espadas a sus casas (...) Vamos a ver entonces cuán útil será tu alianza con Abaqa»
Carta de Baibars a Bohemundo VI, 1271

Bohemundo pidió una tregua a fin de no perder también Trípoli. En abril, Baibars había capturado estratégicas fortalezas, como el Krak de los Caballeros, que controlaban el acceso a la ciudad.
Baibars se burló de su falta de coraje y le pidió pagar todos los gastos de la campaña mameluca. Bohemundo tuvo bastante orgullo de rechazar la oferta, pero, en mayo, Baibars le ofreció de todos modos una tregua de diez años, que Bohemundo aceptó. Para entonces, los mamelucos habían capturado cada castillo interior de los francos, pero los mamelucos habían oído hablar de una nueva cruzada, esta vez de un príncipe que después sería Eduardo I de Inglaterra. Eduardo había desembarcado en Acre el 9 de mayo de 1271, donde pronto se le unió Bohemundo y su primo el rey Hugo de Chipre y Jerusalén. Eduardo, sin embargo, contaba con escasas tropas y no logró el apoyo efectivo de los señores de Levante o de las potencias navales veneciana y genovesa, interesadas en el comercio con los mamelucos. Con exiguo apoyo mongol e insuficientes fuerzas propias, Eduardo se dio cuenta de que lo más que podía conseguir era una tregua que diese un respiro a los escasos territorios cristianos de la región, propuesta que en la primavera de 1272 recibió el beneplácito mameluco. Se firmó una paz el 22 de mayo en Cesarea con la mediación de Carlos de Anjou. Tras sufrir un intento de asesinato que casi le costó la vida, Eduardo regresó a Inglaterra en septiembre.
Bohemundo murió en 1275, dejando un hijo y tres hijas:
- Bohemundo VII, príncipe nominal de Antioquía y conde de Trípoli;[48]
- Isabel, que murió joven;
- Lucía,[48] después condesa titular de Trípoli;
- María (fallecida aproximadamente en 1280), casada con Nicolás II de Saint Omer (fallecido en 1294).

El rencor de los mamelucos hacia Bohemundo VI por su alianza con los mongoles se mantuvo hasta la caída final de Trípoli en 1289.